# Jill Scott
Jill Scott (Filadelfia, Pensilvania, 4 de abril de 1972) es una cantante estadounidense de neo soul y R&B. Creció al norte de Filadelfia, donde comenzó su carrera recitando poesías de su autoría. En una de las ocasiones que actuaba espontáneamente, la escuchó Amir, baterista del grupo The Roots, quien la invitó para que acompañara a la banda al estudio de grabación para grabar el tema «You got me» en 1999. Poco después colaboró con Eric Benét, Will Smith y Common, realizando una gira por Canadá, con la producción musical de Broadway «Rent». En junio del 2000, Firmó con la compañía discográfica Hidden Beach para lanzar su álbum debut, «Who Is Jill Scott? Words and Sounds Vol. 1». Un año más tarde editó otro álbum y lanzó el sencillo «A long walk», obteniendo la nominación al Grammy en el 2003, en la categoría «Mejor Interpretación Vocal de R&B Femenina».

## Discografía

### Álbumes de estudio
- Who Is Jill Scott? Words and Sounds Vol. 1 (2000)
- Beautifully Human: Words and Sounds Vol. 2 (2004)
- The Real Thing: Words and Sounds Vol. 3
- The Light of the Sun (2011)
- Woman (2015)

### Recopilados
- Collaborations (2007)
- Just Before Dawn: Jill Scott From the Vault, Vol. 1 (2011)

### En vivo
- Experience: Jill Scott 826+ (2001)
- Live in Paris+ (2008)

### Cine
- Get on Up (2014)